# Зареченский (Яблоневское сельское поселение)
Зареченский — поселок в Каменском районе Тульской области в составе сельского поселения Яблоневское.

## География
Поселок находится в южной части Тульской области на расстоянии приблизительно 15 км на восток-юго-восток по прямой от села Архангельское, административного центра района, прилегая к селу Закопы с востока.

## История
В 1926 году здесь (тогда поселок Заречье) было учтено 13 дворов, в конце 1930-х годов — 16.

## Население
Постоянное население составляло 69 человек (1926 год), 7 (русские 43 %, украинцы 43 %) в 2002 году, 4 в 2010.